# Südafrikanische Fußballnationalmannschaft/Weltmeisterschaften
Der Artikel beinhaltet eine ausführliche Darstellung der südafrikanischen Fußballnationalmannschaft bei Fußball-Weltmeisterschaften. Südafrika nahm erstmals an der Qualifikation für die WM 1994 teil und konnte sich bisher zweimal für die WM qualifizieren sowie einmal als Gastgeber der ersten WM in Afrika teilnehmen, bei der die Mannschaft als erster Gastgeber bereits in der Gruppenphase ausschied. In der ewigen Rangliste belegt Südafrika den 49. Platz und hat nie die K.-o.-Runde erreicht.

## Übersicht
| Jahr | Gastgeberland  | Teilnahme bis …    | Letzte(r) Gegner                    | Ergebnis | Trainer                 | Bemerkungen und Besonderheiten |
| ---- | -------------- | ------------------ | ----------------------------------- | -------- | ----------------------- | --- |
| 1930 | Uruguay        | nicht teilgenommen |                                     |          |                         | |
| 1934 | Italien        | nicht teilgenommen |                                     |          |                         | |
| 1938 | Frankreich     | nicht teilgenommen |                                     |          |                         | |
| 1950 | Brasilien      | nicht teilgenommen |                                     |          |                         | |
| 1954 | Schweiz        | nicht teilgenommen |                                     |          |                         | |
| 1958 | Schweden       | nicht teilgenommen |                                     |          |                         | |
| 1962 | Chile          | nicht teilgenommen |                                     |          |                         | |
| 1966 | England        | nicht teilgenommen |                                     |          |                         | nach Beginn der Qualifikation von der FIFA suspendiert |
| 1970 | Mexiko         | nicht teilgenommen |                                     |          |                         | von der FIFA suspendiert |
| 1974 | Deutschland    | nicht teilgenommen |                                     |          |                         | von der FIFA suspendiert |
| 1978 | Argentinien    | nicht teilgenommen |                                     |          |                         | von der FIFA suspendiert |
| 1982 | Spanien        | nicht teilgenommen |                                     |          |                         | von der FIFA suspendiert |
| 1986 | Mexiko         | nicht teilgenommen |                                     |          |                         | von der FIFA suspendiert |
| 1990 | Italien        | nicht teilgenommen |                                     |          |                         | von der FIFA suspendiert |
| 1994 | USA            | nicht qualifiziert |                                     |          |                         | In der Qualifikation in der 1. Runde an Nigeria gescheitert. |
| 1998 | Frankreich     | Vorrunde           | Frankreich, Dänemark, Saudi-Arabien | 24.      | Philippe Troussier      | Nach einer Niederlage gegen den späteren Weltmeister Frankreich und zwei Remis gegen Dänemark und Saudi-Arabien als Gruppendritter ausgeschieden. |
| 2002 | Südkorea/Japan | Vorrunde           | Paraguay, Slowenien, Spanien        | 17.      | Jomo Sono               | Nach einem Remis gegen Paraguay, einem Sieg gegen Slowenien und einer Niederlage gegen Spanien auf Grund der weniger erzielten Tore als Gruppendritter ausgeschieden. |
| 2006 | Deutschland    | nicht qualifiziert |                                     |          |                         | In der Qualifikation in der 2. Runde an Ghana gescheitert. |
| 2010 | Südafrika      | Vorrunde           | Mexiko, Uruguay, Frankreich         | 20.      | Carlos Alberto Parreira | Nach einem Remis im Eröffnungsspiel gegen Mexiko, einer Niederlage gegen Uruguay und einem Sieg gegen Frankreich belegte Südafrika auf Grund der schlechteren Tordifferenz Platz 3 in der Gruppe und schied damit als erster Gastgeber in der Vorrunde bei einer WM aus. |
| 2014 | Brasilien      | nicht qualifiziert |                                     |          |                         | In der Qualifikation an Äthiopien gescheitert, das in den Playoffs der Gruppensieger ebenfalls scheiterte. |
| 2018 | Russland       | nicht qualifiziert |                                     |          |                         | In der Qualifikation am Senegal gescheitert |
| 2022 | Katar          | nicht qualifiziert |                                     |          |                         | In der 2. Qualifikationsrunde aufgrund eines weniger geschossenen Tores an Ghana gescheitert |

Statistik (Angaben inkl. 2022: 22 Weltmeisterschaften; Prozentangaben sind gerundet)

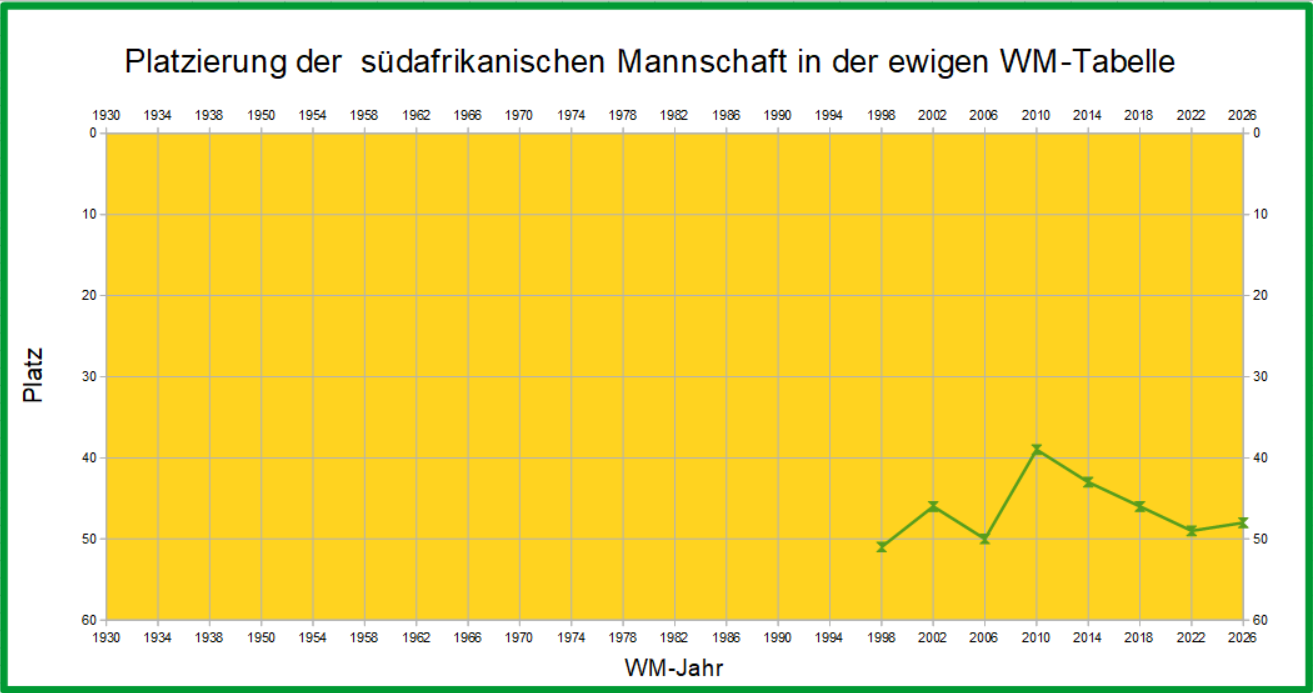
Platzierung der südafrikanischen Mannschaft in der ewigen WM-Tabelle

- Nicht teilgenommen: 7× (32 %; 1930 bis 1962)
- Nicht zugelassen: 7× (32 %; 1966 bis 1990)
- Nicht qualifiziert: 5× (23 %; 1994, 2006, 2014, 2018 und 2022)
- Sportliche Qualifikation: 2× (9 % bzw. bei 28,6 % der Versuche)
- Teilnahme ohne Qualifikation als Gastgeber: 1× (4,5 %; 2010)
  - Vorrunde: 3× (13,6 %; 1998, 2002 und 2010)

## WM-Turniere

### 1930 bis 1990
Zwar war bereits 1882 ein südafrikanischer Fußballverband gegründet worden und 1924 wurden erste inoffizielle Länderspiele in Europa ausgetragen, an den ersten Weltmeisterschaften nahm Südafrika aber nicht teil. Erst zur WM 1966 wollte sich Südafrika erstmals qualifizieren, wurde aber wegen der Apartheidpolitik ausgeschlossen. Auch zu den folgenden WM-Qualifikationen war Südafrika, nachdem der Verband in den 1970er Jahren ausgeschlossen worden war, nicht zugelassen.

### 1994 in den USA
Die Qualifikation zur WM in den USA, für die die Afrikaner drei Startplätze erhielten, war die erste, an der Südafrika nach dem Ende der Apartheid teilnehmen durfte. Südafrika sollte in einer Gruppe gegen Nigeria, die Republik Kongo und Libyen antreten. Libyen verzichtete aber. Am 10. Oktober 1992 bestritten die Südafrikaner ihr erstes WM-Qualifikationsspiel und verloren gegen Nigeria mit 0:4. Am 24. Oktober gewannen sie dann durch ein Tor von Phil Masinga mit 1:0 gegen die Republik Kongo. Nach einem 0:0 im Heimspiel gegen Nigeria war dann der zweite Sieg gegen die Republik Kongo unbedeutend, denn da Nigeria beide Spiele gegen die Republik Kongo gewann, hatten die Südafrikaner das Nachsehen und Nigeria konnte sich im weiteren Verlauf der Qualifikation erstmals für die WM-Endrunde qualifizieren.

### 1998 in Frankreich
Die Qualifikation zur zweiten WM in Frankreich, für die den Afrikanern nun sogar fünf Startplätze zustanden, verlief dann erfolgreich. In der ersten Qualifikationsrunde setzte sich Südafrika mit 1:0 und 3:0 gegen Malawi durch. In der zweiten Runde wurden die Republik Kongo, Sambia und Zaire ausgeschaltet, wobei nur das Spiel in der Republik Kongo verloren wurde. Aber mit dem 1:0 im Rückspiel wurde am letzten Spieltag die Qualifikation perfekt gemacht.
In Frankreich wurde das erste WM-Spiel gegen Gastgeber Frankreich mit 0:3 verloren. Gegen Dänemark gelang anschließend ein 1:1, wobei Benni McCarthy das erste WM-Tor für Südafrika erzielte. Im abschließenden Gruppenspiel gegen Saudi-Arabien konnte Shaun Bartlett durch sein zweites Tor in der Schlussminute zwar zum 2:2 ausgleichen, da Dänemark aber gegen Saudi-Arabien gewonnen hatte, reichte es nur zum dritten Platz. Mit dem Vorrundenaus endete die Amtszeit von Philippe Troussier, der die Mannschaft erst im Mai 1998 übernommen hatte.

### 2002 in Japan und Südkorea
In der Qualifikation für die erste WM in Asien, die die Südafrikaner unter Trott Moloto begannen, setzten sich die Südafrikaner in der ersten Runde mit 2:0 und 1:0 gegen Lesotho durch. In der zweiten Runde waren dann Simbabwe, Burkina Faso, Malawi und Guinea die Gegner. Guinea wurde aber nach drei Spielen gegen die drei anderen Gegner disqualifiziert, da sich die Regierung in die Belange des Fußballverbands eingemischt hatte. Zu einer Tragödie kam es dabei im ersten Gruppenspiel am 8. Juli 2000 in Simbabwe, als in der 83. Minute nach dem 0:2 die Polizei gegen aufgebrachte Zuschauer vorging und es durch den Einsatz von Tränengas zu einer Panik kam, bei der 13 Menschen starben. Das Spiel wurde mit 2:0 für Südafrika, dem Stand nach 83 Minuten gewertet. Mit vier weiteren Siegen und einem Remis qualifizierte sich Südafrika souverän zum zweiten Mal für die WM-Endrunde, hatte aber im Oktober 2000 den Trainer gewechselt. Der Portugiese Carlos Queiroz coachte die Mannschaft zunächst, trat aber vor dem Turnier aufgrund von Meinungsverschiedenheiten mit dem damaligen Sportdirektor Jomo Sono zurück. Sono führte die Mannschaft anschließend zur WM.
Für die Endrunde wurde Nigeria in eine Gruppe mit Paraguay, WM-Neuling Slowenien und Spanien gelost. Nach einem 2:2 gegen Paraguay folgte mit dem 1:0 gegen Slowenien der erste Sieg in einem WM-Spiel. Da Spanien gegen Slowenien und Paraguay jeweils mit 3:1 gewonnen hatte, waren die Spanier bereits Gruppensieger und der letzte Spieltag musste entscheiden, wer als Gruppenzweiter in die K.-o.-Runde einziehen konnte. Bis zur 56. Minute stand es zwischen Südafrika und Spanien 2:2, während Paraguay gegen Slowenien mit 0:1 zurücklag und seit der 22. Minute nach der Gelb-Roten Karte für Carlos Humberto Paredes nur noch mit 10 Spielern spielte. Damit wäre Südafrika Gruppenzweiter und Paraguay als Letzter ausgeschieden. Dann erzielte Raúl das 3:2 für Spanien, aber auch damit wäre Südafrika noch weiter und da die Südafrikaner davon ausgingen, dass es reichen würde, machten sie keine Anstalten, das Spiel noch einmal zu drehen. In der 65. Minute gelang dann Nelson Cuevas der Ausgleich für Paraguay und in der 73. Minute dem eingewechselten Jorge Luis Campos der 2:1-Führungstreffer. Damit hatten Paraguay und Südafrika jeweils vier Punkte, Südafrika aber 5:5 und Paraguay 5:6 Tore, womit immer noch Südafrika besser war. In der 84. Minute erzielte dann Cuevas das 3:1, wodurch Paraguay mit 6:6 Toren vor Südafrika stand. Da die Südafrikaner nicht über den Spielstand im Parallelspiel informiert waren, gingen sie weiterhin davon aus, dass es nicht notwendig sei, noch ein Tor zu erzielen, und mussten dann akzeptieren, dass nicht sie, sondern Paraguay Gruppenzweiter war. Sono blieb noch für ein weiteres Spiel nach der WM im Amt und wurde dann von Ephraim Mashaba abgelöst, der bereits 1992 für ein Spiel die Mannschaft betreut hatte.

### 2006 in Deutschland
Nachdem Südafrika bei der Abstimmung über das Austragungsland der WM gegen Deutschland verloren hatte, konnte sich die Mannschaft auch sportlich nicht für die WM 2006 in Deutschland qualifizieren. Nach einem Freilos in der ersten Runde traf die vom Schotten Stuart Baxter gecoachte Mannschaft in der zweiten Runde in einer Gruppe auf Ghana, DR Kongo, Burkina Faso, Kap Verde und Uganda. Die Südafrikaner belegten punktgleich mit der Demokratischen Republik Kongo aber der schlechteren Tordifferenz nur den dritten Platz. Gruppensieger Ghana, gegen das beide Spiele verloren wurden, konnte sich erstmals für die WM qualifizieren.

### 2010 in Südafrika

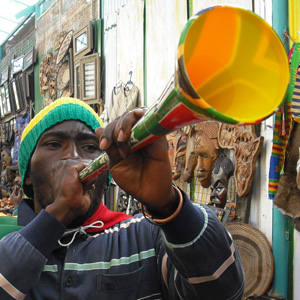
Südafrikanischer Fan mit Vuvuzela

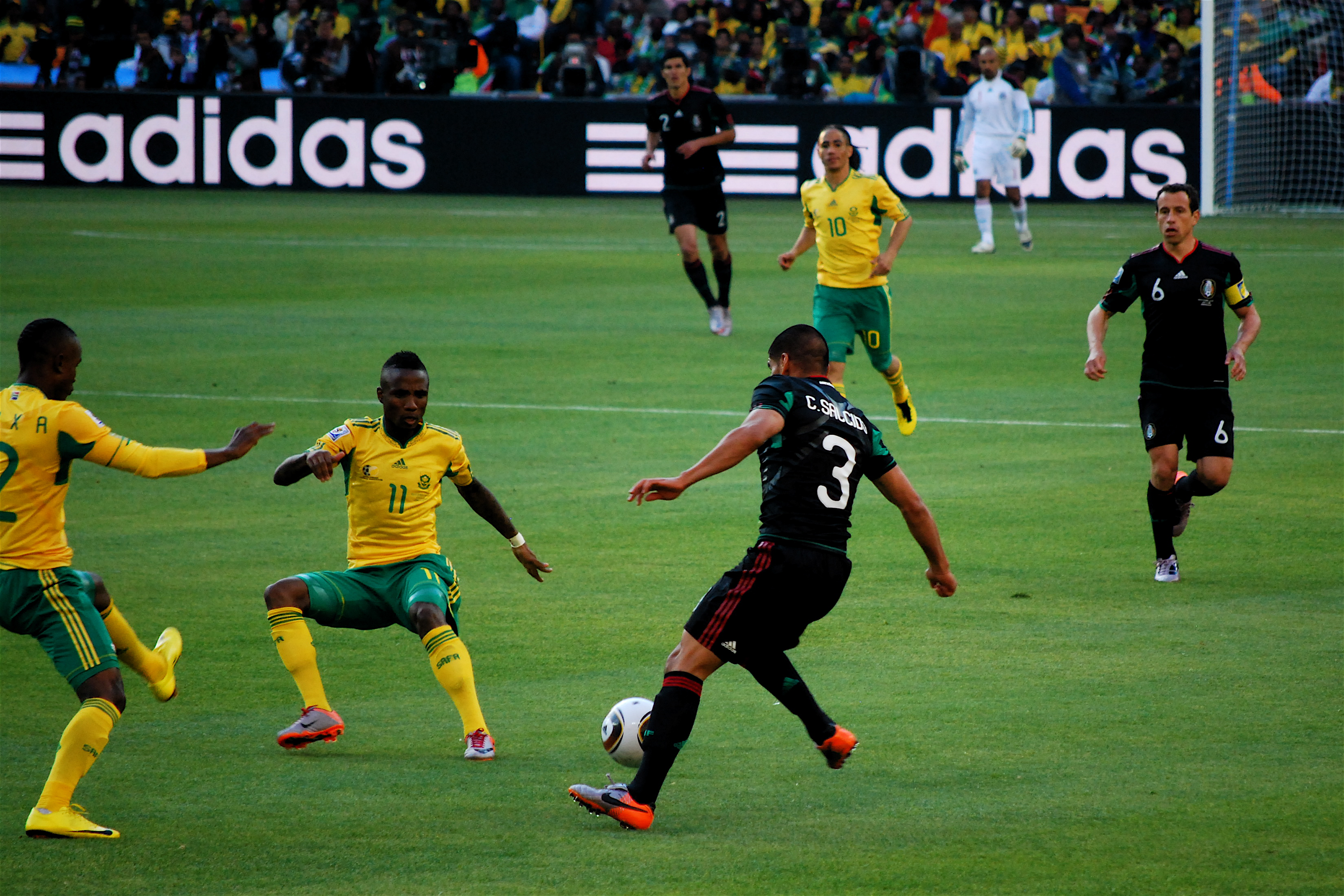
Szene aus dem Eröffnungsspiel gegen Mexiko

Vier Jahre später musste sich Südafrika dann nicht qualifizieren, da sich Südafrika bei der Abstimmung über das Austragungsland mit 14:10:0 Stimmen gegen Marokko und Ägypten durchgesetzt hatte. Dennoch nahm die Mannschaft an den Qualifikationsspielen teil, da diese gleichzeitig als Qualifikation für die Fußball-Afrikameisterschaft 2010 dienten. Betreut wurden die Südafrikaner vom Brasilianer Carlos Alberto Parreira, der 1994 mit Brasilien den Titel gewonnen hatte.
Bei der Endrunde wurde der Mannschaft als Gegner des Eröffnungsspiels Mexiko zugelost, das damit zum fünften Mal das erste bzw. Eröffnungsspiel bestritt. Zwar gelang Siphiwe Tshabalala das erste Tor der WM-Endrunde, Rafael Márquez konnte aber 24 Minuten später ausgleichen und dabei blieb es, so dass es erstmals seit 1986 wieder keinen Sieger im Eröffnungsspiel gab. Im zweiten Spiel gegen den späteren Vierten Uruguay verlor Südafrika dann mit 0:3. Ein 2:1 gegen Vizeweltmeister Frankreich reichte dann nicht, um das Achtelfinale zu erreichen, da Mexiko bei gleicher Punktzahl die bessere Tordifferenz hatte. Damit schied erstmals der Gastgeber in der Vorrunde trotz lautstarker Unterstützung der Fans aus. Mit dem Vorrundenaus endete auch die Amtszeit von Parreira als Nationaltrainer.

### 2014 in Brasilien
Die Qualifikation für die zweite WM in Brasilien verlief dann wieder schlecht. In der Gruppenphase waren Äthiopien, Botswana und die Zentralafrikanische Republik die Gegner. Zwar wurde der ursprüngliche 2:1-Sieg von Äthiopien gegen Botswana von der FIFA in einen 3:0-Sieg für Botswana umgewandelt, da Äthiopien mit Minyahil Teshome einen Spieler eingesetzt hatte, der nach zwei Gelben Karten gesperrt war, diese Niederlage am grünen Tisch war aber die einzige Niederlage der Äthiopier, so dass sie am Ende vor Südafrika lagen. In den anschließenden Playoffspielen der Gruppensieger verloren die Äthiopier aber beide Spiele gegen Nigeria.

### 2018 in Russland
In der Qualifikation musste die Mannschaft, die seit Juli 2014 von Ephraim Mashaba trainiert wurde, erst in der zweiten Runde eingreifen, die im November 2015 stattfand. Gegner in der einzigen Paarung zweier ehemaliger afrikanischer WM-Teilnehmer war dann Angola. Südafrika erreichte mit zwei Siegen (3:1 und 1:0) die dritte Runde. Hier waren zwischen Oktober 2016 und November 2017 Burkina Faso, die Kapverden und der Senegal die Gegner. Südafrika startete mit einem 1:1 in Burkina Faso und gewann dann das Heimspiel gegen den Senegal mit 2:1. Aufgrund einer Manipulation durch den ghanaischen Schiedsrichter wurde das Spiel aber später nicht gewertet und musste am 10. November 2017 wiederholt werden. Die Südafrikaner, die Mashaba im November 2016 entlassen und durch den früheren Nationaltrainer Stuart Baxter ersetzt hatten und zwischen den beiden Spielen nur das Heimspiel gegen Burkina Faso gewannen sowie beide Spiele gegen Kap Verde verloren, verloren das Wiederholungsspiel mit 0:2 und hatten damit vor dem letzten Spiel – dem Rückspiel gegen den durch den Sieg qualifizierten Senegal – keine Chance mehr sich für die WM zu qualifizieren. Sie verloren dann auch das letzte Spiel und wurden Gruppenletzter.

### 2022 in Katar
In der Qualifikation musste die Mannschaft erst in der zweiten Runde gegen Äthiopien, das sich in der ersten Runde nur aufgrund der Auswärtstorregel gegen Lesotho durchsetzte, Ghana und Simbabwe, das in der ersten Runde Somalia ausschaltete, antreten. Die zweite Runde sollte eigentlich im März 2020 beginnen, wurde dann wegen der COVID-19-Pandemie mehrfach verschoben und begann dann erst im September 2021. Südafrika startete mit einem torlosen Remis in Simbabwe, gewann dann mit 1:0 daheim gegen Ghana. Nach zwei Siegen gegen Äthiopien (3:1 und 1:0) und einem Sieg gegen Simbabwe (1:0), führten sie vor dem letzten Spiel in Ghana die Tabelle an und benötigten nur einen Punkt um die dritte Runde zu erreichen. Durch eine 0:1-Niederlage waren sie aber punkt- und tordifferenzgleich mit Ghana, hatten allerdings ein Tor weniger erzielt und schieden dadurch aus. Die Niederlage in Ghana kam durch einen aus Sicht der Südafrikaner unberechtigten Strafstoß zu Stande. Der Protest dagegen wurde von der FIFA zurückgewiesen.

### 2026 in Kanada, Mexiko und den USA
Für die erste WM in drei Ländern wurde die Zahl der Teilnehmer auf 48 erhöht und den afrdie Zentralafrikanische Republikanischen Mannschaften vier feste Plätze mehr zugestanden, so dass sich nun neun CAF-Mitglieder direkt qualifizieren können. Eine weitere afrikanische Mannschaft, die unter den Gruppenzweiten der ersten Runde ermittelt wird, nimmt am WM-Play-off-Turnier im März 2026 teil. Die Südafrikaner treffen in der ersten Runde zwischen November 2023 und Oktober 2025 in Hin- und Rückspielen auf Benin, Lesotho, Nigeria, Ruanda und Simbabwe. Gegen Nigeria und Simbabwe ist die Bilanz negativ, gegen Benin (1 Spiel) und Lesotho positiv, gegen Ruanda wurde noch nicht gespielt.

## Spieler

### Rangliste der südafrikanischen WM-Spieler mit den meisten Einsätzen
01. Quinton Fortune, Benni McCarthy, Aaron Mokoena und Lucas Radebe – 6 Einsätze bei 2 Turnieren
05. Pierre Issa und MacBeth Sibaya – 4 Einsätze bei 2 Turnieren

### Rangliste der südafrikanischen WM-Spieler mit den meisten Toren
01. Shaun Bartlett und Benni McCarthy – je 2 Tore

### WM-Kapitäne
- 1998, 2002: Lucas Radebe
- 2010: Aaron Mokoena

### Bei Weltmeisterschaften gesperrte Spieler
- 1998: Alfred Phiri erhielt im zweiten Gruppenspiel 22 Minuten nach seiner Einwechslung wegen einer Tätlichkeit die Rote Karte und war für das letzte Gruppenspiel gesperrt. In diesem erhielt Lucas Radebe die zweite Gelbe Karte, die aber keinen weiteren Effekt hatte, da Südafrika ausschied.
- 2002: Aaron Mokoena erhielt im letzten Gruppenspiel die zweite Gelbe Karte, die aber keinen weiteren Effekt hatte, da Südafrika ausschied.
- 2010: Im zweiten Gruppenspiel gegen Uruguay erhielt Torhüter Itumeleng Khune die Rote Karte und war für das letzte Spiel gegen Frankreich ebenso gesperrt wie Kagisho Dikgacoi, der die zweite Gelbe Karte erhalten hatte.

### Anteil der im Ausland spielenden Spieler im WM-Kader
Die Südafrikaner nominierten bei den ersten beiden Teilnahmen überwiegend im Ausland spielende Spieler. 2010 stellten sie dagegen die Minderheit.
| Jahr (Spiele) | Anzahl (Länder) | Spieler (Einsätze) |
| ------------- | --- | --- |
| 1998 (3)      | 14 (1 in Deutschland, 2 in England, 1 in Frankreich, 1 in Italien, 2 in den Niederlanden, 1 in Österreich, 1 in der Schweiz, 1 in Spanien, 4 in der Türkei)           | Delron Buckley (0); Mark Fish (3), Lucas Radebe (3); Pierre Issa (3); Phil Masinga (2); Benni McCarthy (3), Hans Vonk (3);, Brendan Augustine (2); David Nyathi (2); Quinton Fortune (3); Helman Mkhalele (3), Lebohang Morula (0), John Moshoeu (3), Alfred Phiri (1)                                                             |
| 2002 (3)      | 16 (1 in Belgien, 1 in Bulgarien, 1 in Dänemark, 2 in Deutschland, 3 in England, 1 in Italien, 2 in den Niederlanden, 1 in Portugal, 2 in Russland, 2 in der Schweiz) | Aaron Mokoena (30); MacDonald Mukansi (1); Sibusiso Zuma (3); Delron Buckley (1), Bradley Carnell (3); Quinton Fortune (3), Pierre Issa (1), Lucas Radebe (3); Siyabonga Nomvethe (2); Steven Pienaar (0), Hans Vonk (0); Benni McCarthy (3); Jacob Lekgetho (1), Bennett Mnguni (0); George Koumantarakis (3), Teboho Mokoena (3) |
| 2010 (3)      | 7 (1 in Belgien, 3 in England, 1 in Israel, 1 in den Niederlanden, 1 in Russland)                                                                                     | Anele Ngcongca (1); Kagisho Dikgacoi (2), Aaron Mokoena (3), Steven Pienaar (3); Tsepo Masilela (3); Bernard Parker (2); MacBeth Sibaya (1) |

## Spiele
Die Südafrikaner bestritten bisher 9 WM-Spiele, davon wurden zwei gewonnen, drei verloren und vier endeten remis. Die Südafrikaner hatten drei Heimspiele und damit die wenigsten aller Gastgeber. Sie bestritten als Gastgeber einmal das Eröffnungsspiel, trafen einmal auf den Gastgeber und späteren Weltmeister, aber nie auf den Titelverteidiger und nur einmal auf einen Neuling (Slowenien). Am häufigsten spielten die Südafrikaner gegen Frankreich (2×).
| Alle WM-Spiele |            |          |               |   |                 |          |                                  |
| Nr.            | Datum      | Ergebnis | Gegner        |   | Austragungsort  | Anlass   | Bemerkung                        |
| 1              | 12.06.1998 | 0:3      | Frankreich    | A | Marseille (FRA) | Vorrunde |                                  |
| 2              | 18.06.1998 | 1:1      | Dänemark      | * | Toulouse (FRA)  | Vorrunde | Erstes Spiel gegen Dänemark      |
| 3              | 24.06.1998 | 2:2      | Saudi-Arabien | * | Bordeaux (FRA)  | Vorrunde | Erstes Spiel gegen Saudi-Arabien |
| 4              | 02.06.2002 | 2:2      | Paraguay      | * | Busan (KOR)     | Vorrunde | Erstes Spiel gegen Paraguay      |
| 5              | 08.06.2002 | 1:0      | Slowenien     | * | Daegu (KOR)     | Vorrunde | Erstes Spiel gegen Slowenien     |
| 6              | 12.06.2002 | 2:3      | Spanien       | * | Daejeon (KOR)   | Vorrunde | Erstes Spiel gegen Spanien       |
| 7              | 11.06.2010 | 1:1      | Mexiko        | H | Johannesburg    | Vorrunde | Eröffnungsspiel der WM           |
| 8              | 16.06.2010 | 0:3      | Uruguay       | H | Pretoria        | Vorrunde |                                  |
| 9              | 22.06.2010 | 2:1      | Frankreich    | H | Bloemfontein    | Vorrunde |                                  |

### Höchste Siege und Niederlagen
Alle WM-Siege Südafrikas waren gleichzeitig die höchsten Siege gegen diese Mannschaften:
- Frankreich: Vorrunde 2010 - 2:1 (einziger Sieg gegen Frankreich)
- Slowenien: Vorrunde 2002 - 1:0 (einziges Spiel gegen Slowenien)

Südafrika kassierte seine höchsten Niederlagen gegen folgende Mannschaften bei WM-Turnieren:
- Frankreich: Vorrunde 1998 - 0:3
- Uruguay: Vorrunde 2002 - 0:3

## Besonderheiten
- Südafrika ist die erste Mannschaft, die als Gastgeber in der Vorrunde ausschied.
- Das Eigentor von Pierre Issa am 12. Juni 1998 zum zwischenzeitlichen 0:2 beim 0:3 gegen Gastgeber Frankreich war das 1.600. WM-Tor. Es ist das einzige Jubiläumstour, das durch ein Eigentor fiel.